# ジュドゥーン

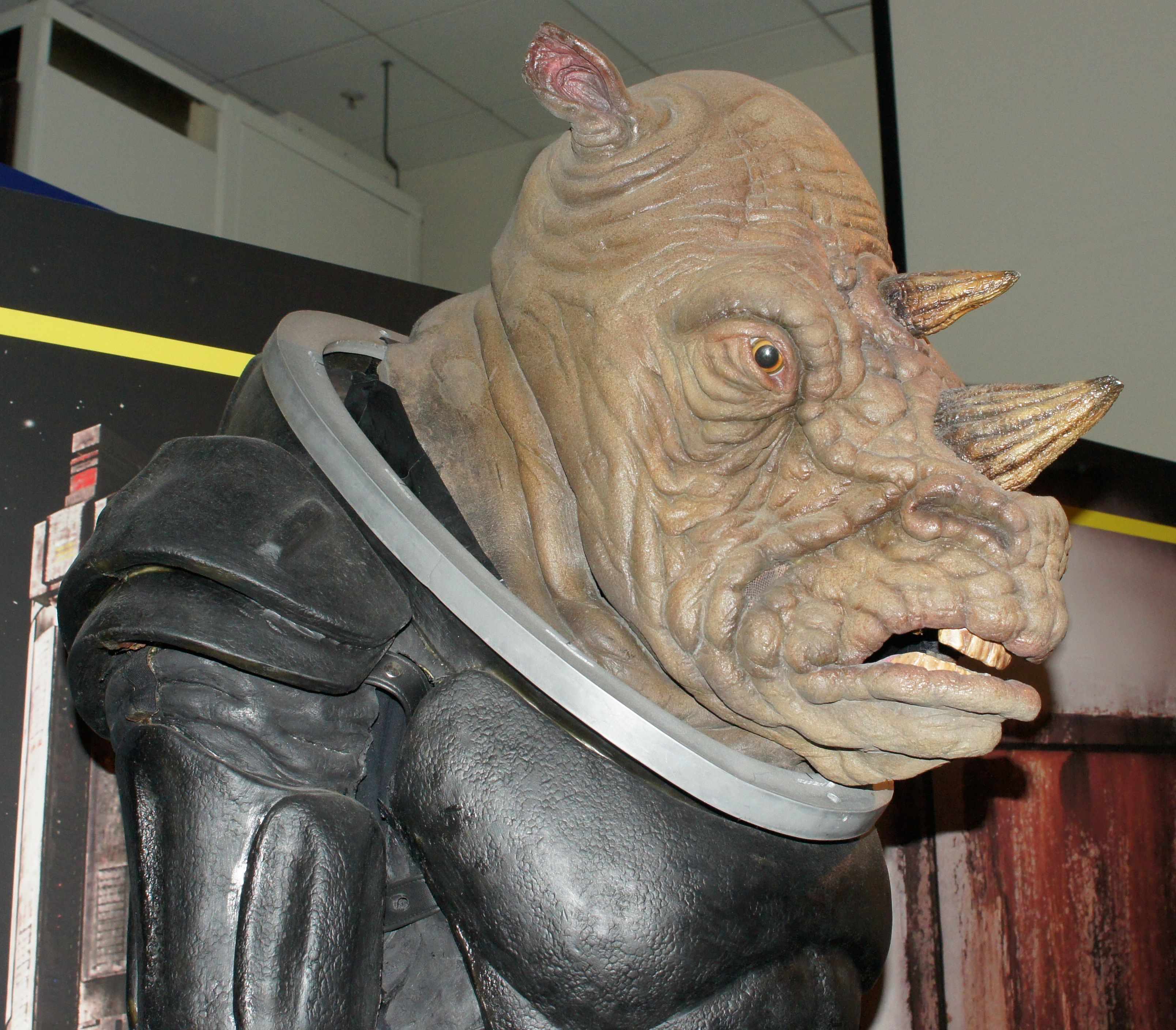
頭部

ジュドゥーンまたはジャドゥーン（英: Judoon）は、イギリスのSFテレビドラマ『ドクター・フー』とそのスピンオフ "The Sarah Jane Adventures" に登場する地球外生命体の種族。『ドクター・フー』の第3シリーズ「スミスとジョーンズ」で初登場を果たした。主にoの音を用いる言語を喋り、声の担当はニコラス・ブリッグス。
日本語においては表記揺れが発生しており、あらすじでジャドゥーンと表記する媒体も存在するが、本編中の字幕および吹替音声に従い、以下はジュドゥーンに統一する。

## 特徴
宇宙における警察としての役割を担っているが、地球上の警察と比較してその性質は冷徹であり、地球上では重罰にあたらない公務執行妨害などの犯罪でも現行犯で死刑を執行する。プラズマボアと呼ばれる吸血エイリアンが地球の病院に逃げ込んだ際には、病院を丸ごと月へ転送して強行捜査を行い、全ての地球外生物と反逆者の処刑を開始した。プラズマボアがMRIに細工を施して地球人を道連れにしようとした際にはMRIに手を加えず早期撤退を命じた。現に10代目ドクターは「実際は宇宙の殺し屋」と評価し、隠匿罪として地球人1000人が皆殺しにされることを懸念していた。ただしシャドー議定書を守って地球上での活動を行わない、酸欠で苦しむ地球人を見捨てず病院を月へ戻すといった、良識的な面も持ち合わせている。
第4シリーズ「盗まれた地球」ではシャドー議会の場で警備にあたっている。

### 生物学的特徴
頭部が地球のサイに似たヒューマノイドであり、指は4本、血液は黄色である。巨大な肺を持ち、人間が昏睡状態に陥るような低酸素環境でも長時間の活動を可能とする。出身地の惑星は不明。

### 装備・技術

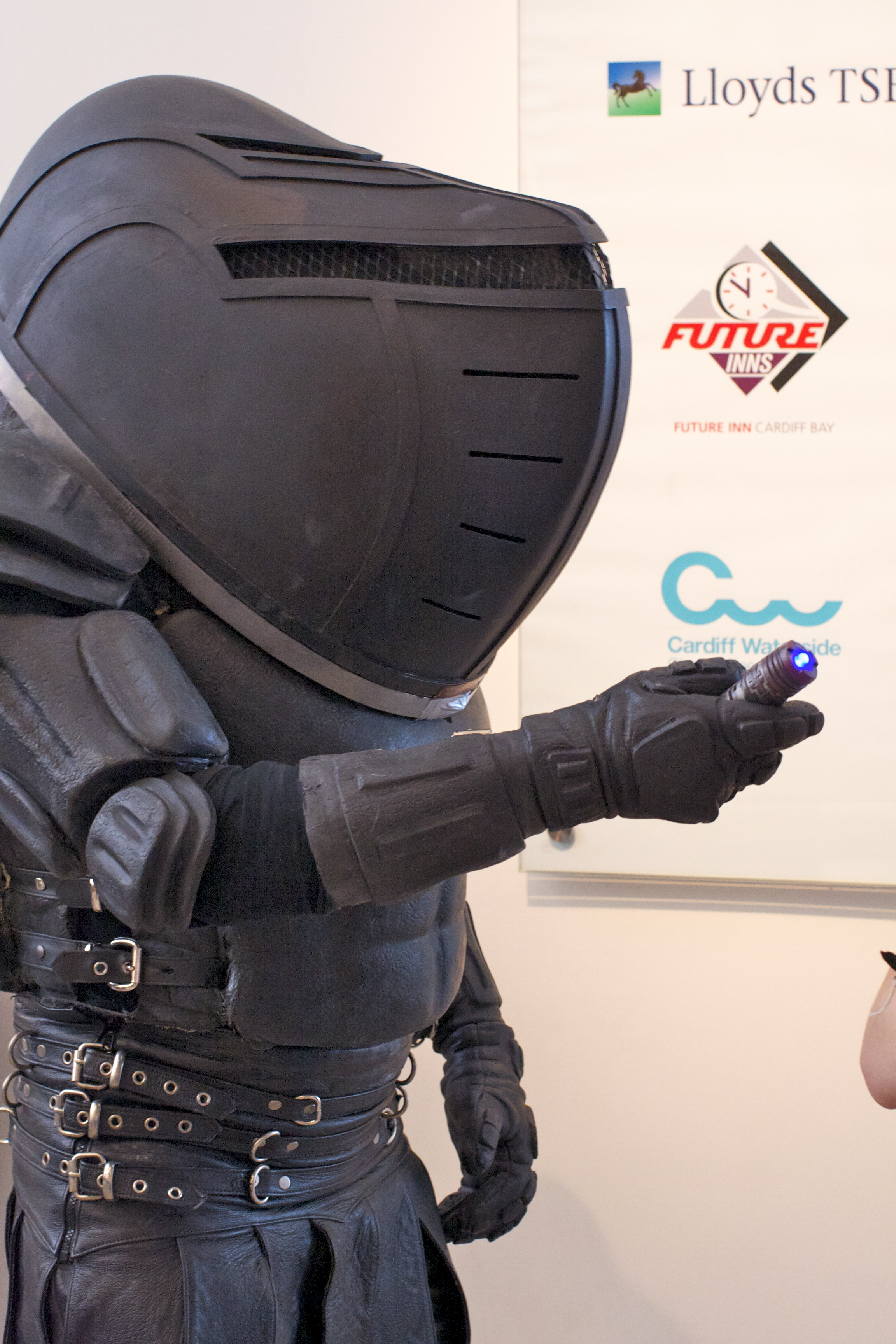
鎧を身に纏ったジュドゥーン。円柱状デバイスを持つ

容積の大きい黒色の鎧に身を包んでおり、青色の光を放つ赤色の円柱状デバイスを携帯する。このデバイスは物体や生物の調査が可能であり、人間・非人間の識別やMRIの異常検査に用いられた。筆記具としての機能も持つらしく、人間と判断された者の手にバツ印を書いて記録していた。このほかに異星の言語を解析するデバイスも存在し、鎧の首元にある穴に差し込んで言語データを送ることで、言語同化を行って自動翻訳が可能となる。武器として銃も携帯しており、赤色のレーザー光線で標的を消滅させる効果を持つ。
病院を月へ転送する際にはH2Oスクープと呼ばれる技術を用いた。この時病院上空に局所的な雨雲が発生し、地表から上空に向かって水滴が上昇する現象が発生していた。地球へ病院を戻す際には同様の現象が月面でも発生した。

## 活躍

### ドクター・フー
第3シリーズ「スミスとジョーンズ」でH2Oスクープを用いて病院を月へ転送し、院内に潜むプラズマボアの捜索に乗り出した。タイムロードであるドクターを非人間と感知して処刑しようとするが、ドクターの唇の組織を移されたマーサ・ジョーンズが人間と非人間の両方の性質を持っていたことで足止めを食らう。その間にドクターの血を吸ったプラズマボアが非人間と識別されたため、プラズマボアを処刑して捜査を終了した。この後、酸欠に陥った病院を地球へ戻し、ジュドゥーンの存在は世間一般には幻覚として片づけられた。
第4シリーズ「盗まれた地球」ではシャドー議会におり、24個の惑星が何者かに消滅させられた事件の捜査を行っていた。加勢した10代目ドクターとドナ・ノーブルにより、消滅した惑星が先述の24個にパイロヴィリア、アディポーズ3、プーシュの失われた月を加えた27個であることが判明し、さらに地球上から消滅した蜂が用いていたタンドッカ・スケールを探知して地球の現在地が判明する。ジュドゥーンを含めたシャドー議会はドクターを指揮官とした全面戦争に突入する姿勢を見せるが、ドクターに拒否されることとなった。第9シリーズ「魔術師の弟子」でもシャドー議会で姿を現し、コロニーサーフと対面している。
第5シリーズ「パンドリカが開く」では、ダーレクやサイバーマンを始めとする他種族とともにストーンヘンジに集結し、11代目ドクターをパンドリカへ封印することに成功する。これはドクターが宇宙を破壊するという各種族が導き出した計算に基づいての作戦であったが、ターディスがドクターの管理下を離れたことで何者かに爆破され、かえって宇宙の崩壊を招く事態に発展した。ターディスの爆破を受けてジュドゥーンも一時的に歴史から消滅した。
第6シリーズ「ドクターの戦争」では11代目ドクターの要請を受けてデーモンズ・ランの戦いに参戦しコヴァリアン修道会を鎮圧しているほか、第9シリーズ「カラスに立ち向かえ」ではアシルダの統治する街で生活する描写がある。
第12シリーズでは「ジュドゥーンの襲来」でグロスタシャーに到来し13代目ドクターと対峙した。

### The Sarah Jane Adventures
シリーズ1 "Revenge of the Slitheen" でスリジーンの口からジュドゥーンの言及がなされている。
シリーズ3 "Prisoner of the Judoon" ではジュドゥーンの宇宙船が地球に墜落し、護送されていた囚人アンドロヴァックス・アナイヒレーターが逃亡した。宇宙船を操縦していたジュドゥーンの Tybo はアンドロヴァックス・アナイヒレーターに襲われるが、4代目ドクターのコンパニオンであったサラ・ジェーン・スミスに救助される。その後彼女とともにアンドロヴァックスに立ち向かったが、この過程で宇宙基本法に違反して地球人に銃を向けるなどの行動を取ったため、サラ・ジェーンから地球上での活動に制限がかけられることとなった。

## 登場

### 本編
- 「スミスとジョーンズ」(2007)
- 「盗まれた地球」(2008)
- 「ジュドゥーンの襲来」(2020)

#### カメオ出演
- 「時の終わり」(2010)
- 「パンドリカが開く」(2010)
- 「ドクターの戦争」(2011)
- 「魔術師の弟子」(2015)
- 「カラスに立ち向かえ」(2015)

### The Sarah Jane Adventures
- Prisoner of the Judoon (2009)

### オーディオ
- Judoon in Chains (2016)
- One Mile Down (2019)

### 小説
- Revenge of the Judoon (New Series Adventures) テランス・ディックス著
- Judgement of the Judoon (New Series Adventures) コリン・ブレイク著
- The Coming of the Terraphiles (New Series Adventures) マイケル・ムーロック著

### コミック
- Doctor Who – issues 3–6
- Doctor Who: The Forgotten – issue 3 (Part Three: Misdirection)（5代目ドクター、ティーガン、ターローと遭遇）
- Doctor Who: The Prisoners of Time – Issue 4（4代目ドクター、K9、リーラと遭遇）